# Philereme undulataria
Philereme undulataria là một loài bướm đêm trong họ Geometridae.